# 渋川市立渋川北中学校
渋川市立渋川北中学校（しぶかわしりつ しぶかわきたちゅうがっこう）は、群馬県渋川市にある公立中学校。渋川北小学校及び渋川西小学校の通学区域の児童が通学している。

## 沿革
- 1962年4月9日 - 開校
- 2011年 - 創立50周年　記念式典挙行

## 所在地
- 群馬県渋川市金井1044
- 最寄駅は、JR（上越線、吾妻線）渋川駅

## 近隣の施設
- 群馬県立渋川高等学校
- 渋川市立渋川北小学校

## その他
- 部活動、生徒会活動共に盛んであり、愛校心を育む活動に重点を置いている。
- 校花はスミレ。2010年度の青龍祭が起点。